# 聖母子と幼児聖ヨハネ (ボッティチェッリ、サンパウロ美術館)
『聖母子と幼児聖ヨハネ』（せんぼしとようじせいヨハネ、伊: Madonna col Bambino e san Giovannino, 葡: Virgem com o Menino e são João Batista criança, 英: Virgin and Child with the Infant St. John the Baptist）は、イタリアの盛期ルネサンスの巨匠サンドロ・ボッティチェッリと工房が1490年から1500年頃に制作した絵画である。テンペラ画。トンド形式の作品で、イタリアルネサンス芸術の中心テーマである聖母マリアを主題としている。現在はブラジルのサンパウロ美術館に所蔵されている。

## 作品

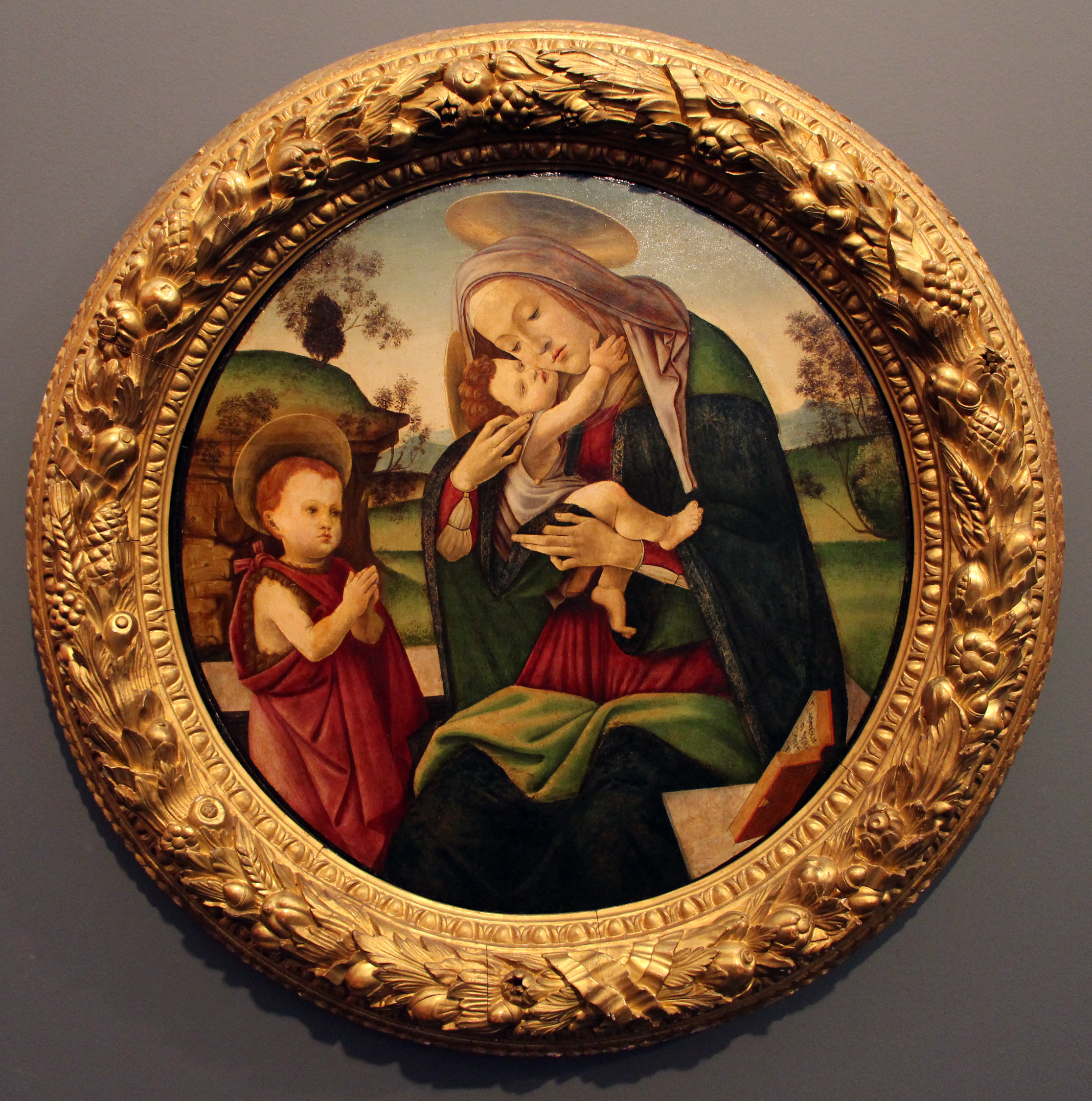
額縁。

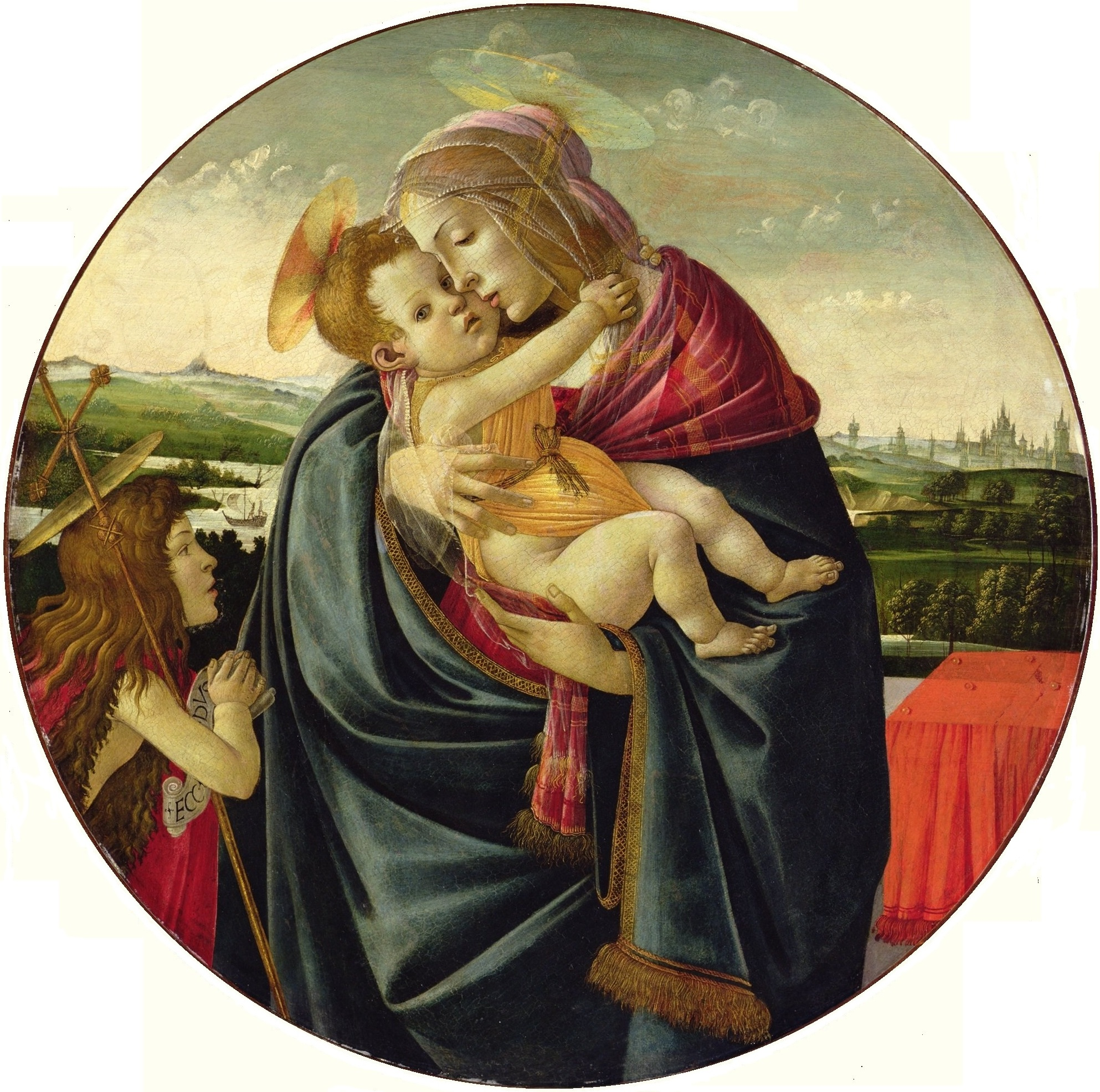
クラーク美術館のバージョン。

ボッティチェッリは1480年から1490年の数十年間に多数の聖母を制作した。かなりの部分がトンドで構成されており、聖母子と礼拝している洗礼者聖ヨハネを描いている。トンドは円形の絵画あるいは彫刻の芸術作品であり、主に宗教的あるいは歴史的なテーマを扱った。それらは15世紀に非常に高く評価され、しばしば後援者や組合によって宮殿の装飾や個人的信仰の対象として使用されるために発注された。
サンパウロ美術館の作品は様式の変化が見て取れる他の作品との類似点に基づき、ほぼ異論なく15世紀最後の10年間に位置づけられている。聖母子の姿はトンドの内側に大胆に立っており、これによって若い頃の優雅な対称性から解放された構図の美しい構造を強調している。構図では傾斜した椅子の細部に注目することができ、ほとんど幻想的な方法で絵画の額縁に支えられたマニフィカトが置かれている。若い頃に画家が制作した聖母像には通常見られない、聖母マリアと幼児キリストを結ぶ感情的な絆が強化されている点も同様に注目に値する。
イタリアの美術史家ロベルト・ロンギは情景描写が「アーチ型のしなやかな線」ではなく「十字と放射状の線」で構築され、15世紀後半のボッティチェッリの成熟した様式を示すより自由な構図の文脈に作品を位置づけられると指摘している。アントニーノ・サンタンジェロ（Antonino Santangelo）も同様の意見を述べ、「手や顔の自由で調和のとれた絡み合い、可動性と正確さは1500年の少し前のボッティチェッリ作品を思い起こさせる」と注目している。
15世紀最後の10年間に制作されたボッティチェッリの作品を少なくとも12点挙げることができ、マサチューセッツ州ウィリアムズタウンにあるクラーク美術館の1490年頃の同名の作品は、構図的にサンパウロ美術館の作品に最も近い。

### 帰属
帰属に関しては美術史家ロベルト・ロンギが1947年に詳細な分析を行っている。現在、美術館のアーカイブに保管されている館長ピエトロ・マリア・バルディに宛てた手紙の中で、ロベルト・ロンギはトンドの中に「間違いなくボッティチェッリの筆致」を観察することができると主張している。彼の意見は「ボッティチェッリによる絵画の直接的な介入が認められる」と述べたアントニーノ・サンタンジェロによっても裏付けられている。この帰属は後にミクロス・ボスコヴィッツや矢代幸雄を含む他の専門家によって確認された。
それにもかかわらず、大方の研究者は背景の一部および洗礼者聖ヨハネと聖母子との間にある明らかな様式的差異に基づいて、ボッティチェッリの工房の助手によって制作されたとする点で一致しているようである。ロベルト・ロンギは風景と洗礼者聖ヨハネの描写がよりドメニコ・ギルランダイオの典型であると信じており、両画家の弟子バルトロメオ・ディ・ジョヴァンニを制作に貢献した可能性がある人物として提案している。アントニーノ・サンタンジェロは洗礼者聖ヨハネを描いたのはラファエリーノ・デル・ガルボとしている。

## 来歴
本作品はもともとフィレンツェのカッポーニ宮殿に飾られていたが、19 世紀にリヴァプールの裕福なイギリス商人トーマス・ブレイズ（Thomas Blayds）の個人コレクションに加わった。その後、第24代クロフォード伯爵ジェイムズ・リンジーに売却された。1947年にシンハ・ジュンケイラ（Sinhá Junqueira）夫人によって寄贈された。

## ギャラリー
ボッティチェッリの1490年頃のトンド作品

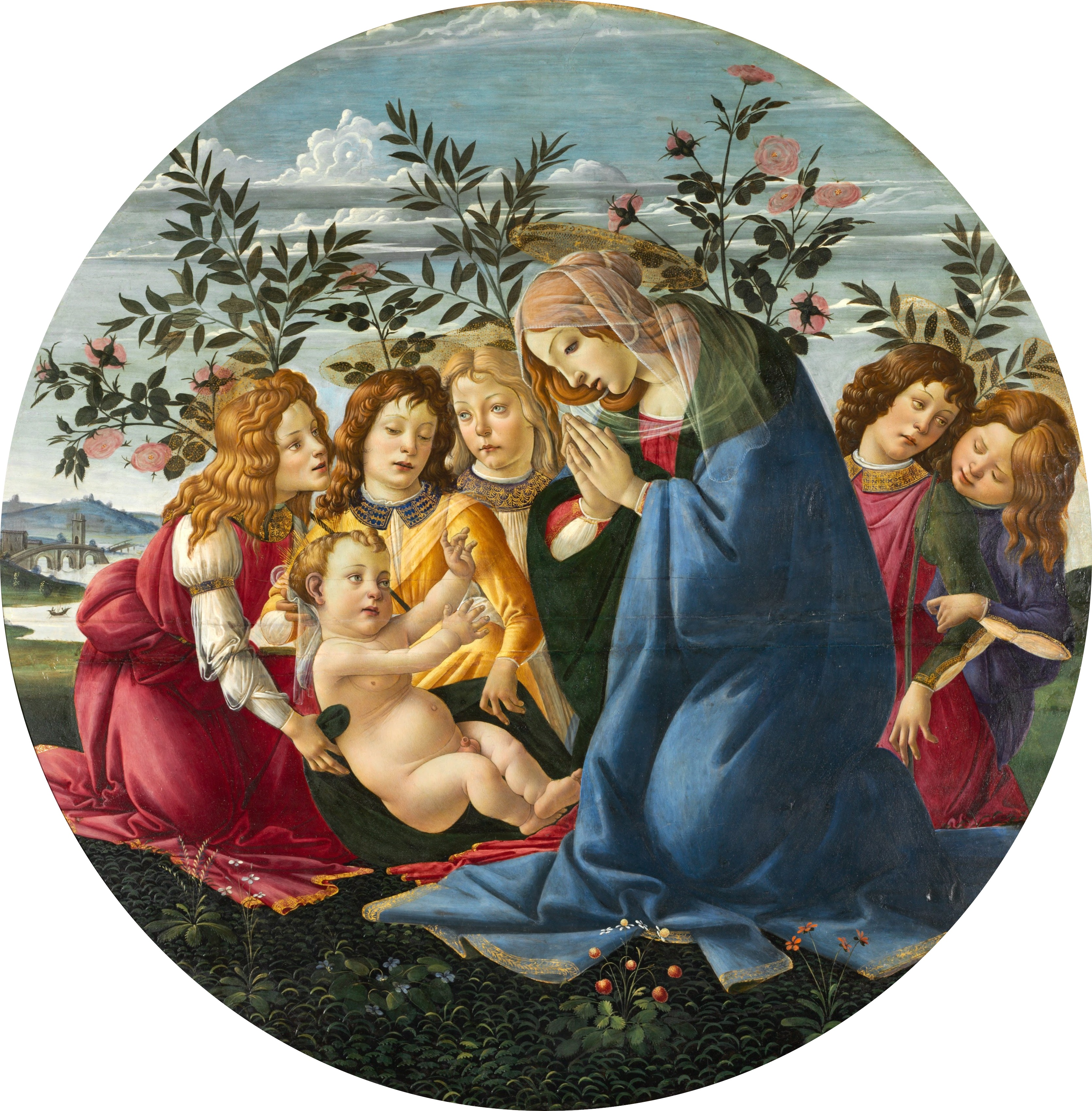
『聖母子と五人の天使』1485年-1490年頃 ボルチモア美術館（英語版）所蔵
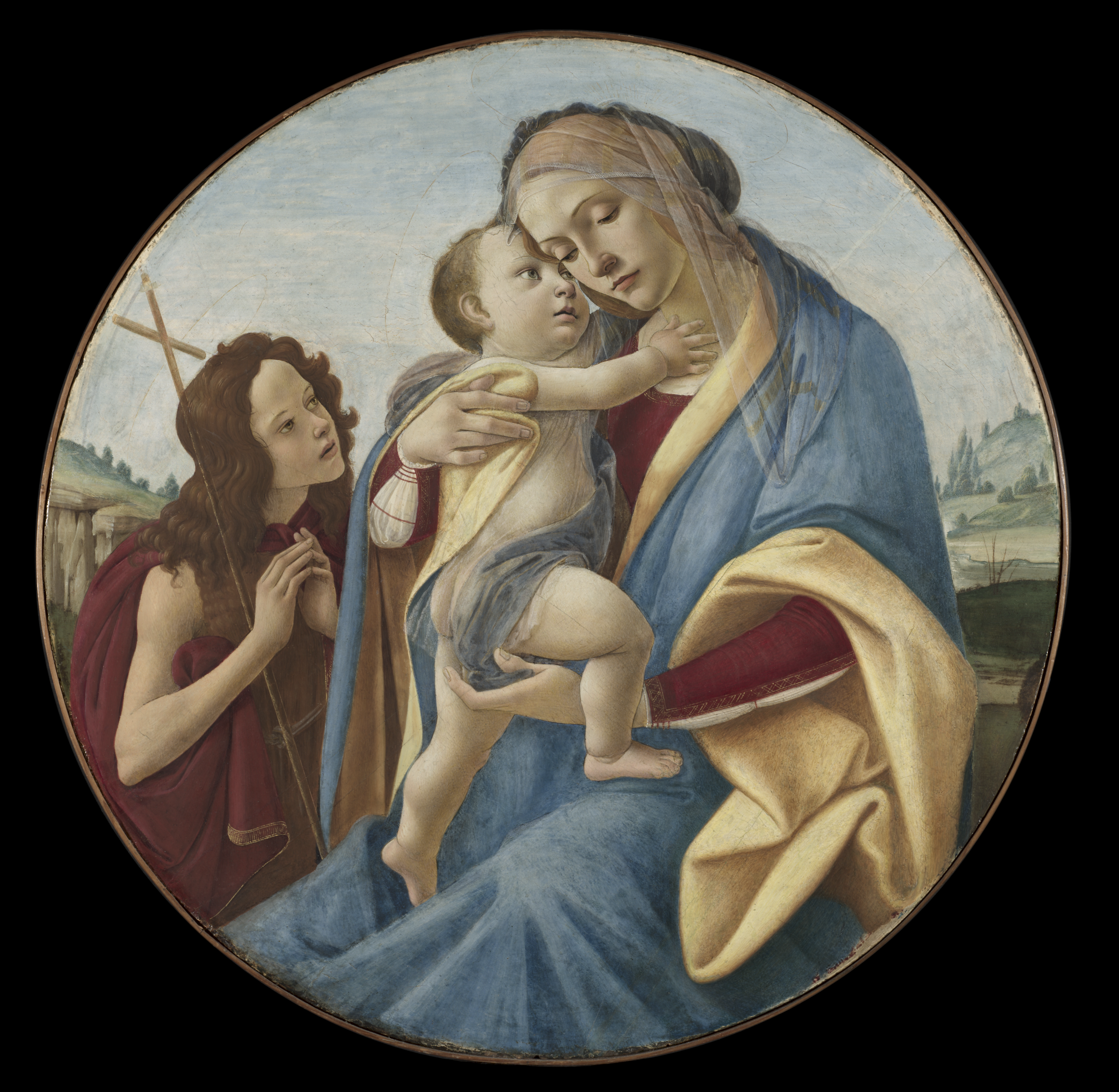
『聖母子と洗礼者聖ヨハネ』1490年頃 クリーブランド美術館所蔵
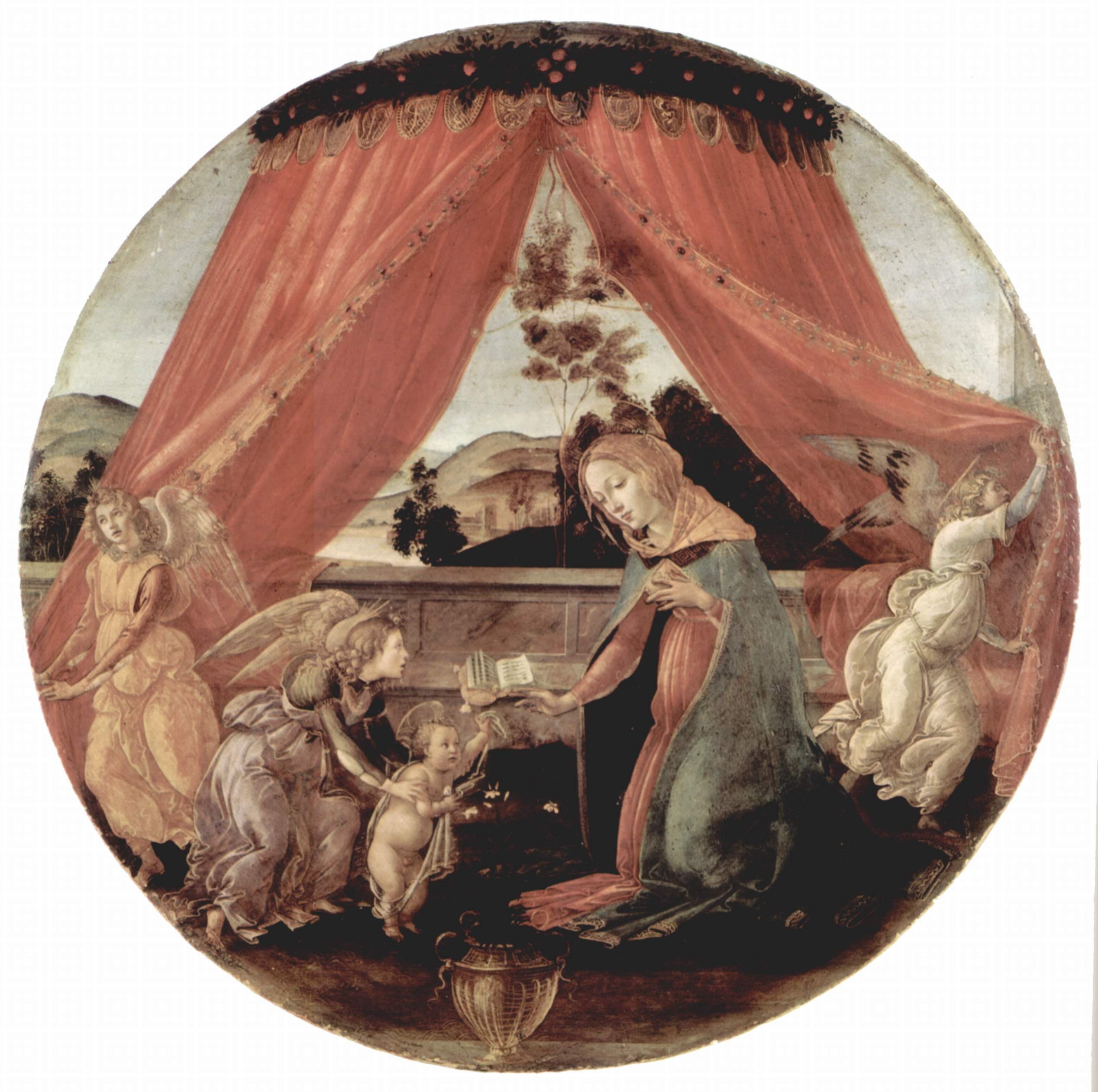
『天幕の聖母』1493年頃 アンブロジアーナ絵画館（英語版）所蔵
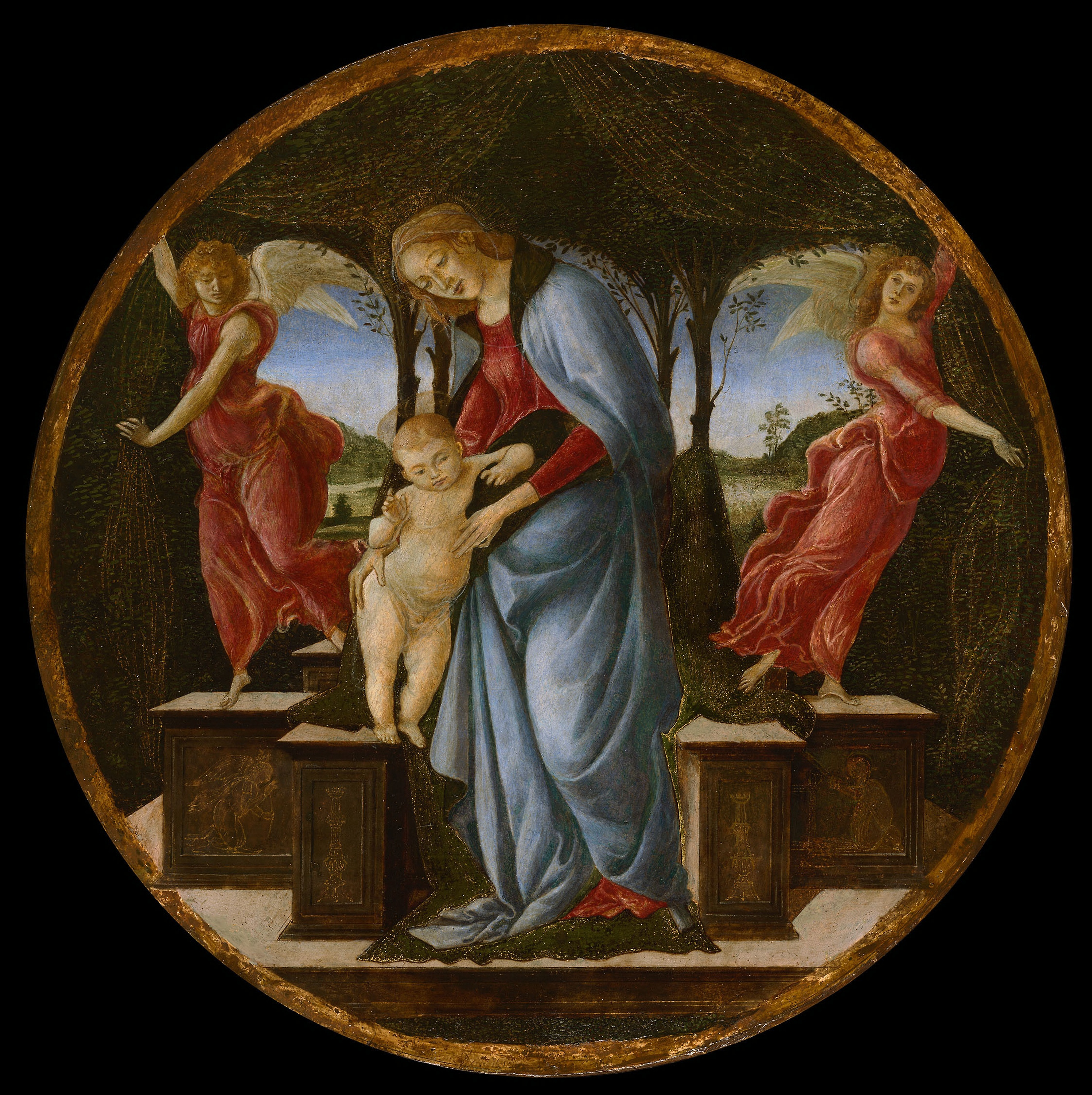
『聖母子と二人の天使』1493年頃 シカゴ美術館所蔵